# Asota sulamangoliensis
Asota sulamangoliensis là một loài bướm đêm thuộc họ Erebidae. Loài này có ở Sula Mangoli ở Maluku, Indonesia.